# Nijeveense Bovenboer
Nijeveense Bovenboer is een gehucht in de Nederlandse provincie Drenthe.
Het ligt in de gemeente Meppel, vlak bij Nijeveen. Het gehucht heeft ongeveer 120 inwoners.
Plaatsen: Kolderveen · Meppel · Nijeveen · Rogat

Buurtschappen: Broekhuizen · Havelterberg (deels) · De Klosse (deels) · Kolderveense Bovenboer · Nijentap · De Kolk (deels) · Nijeveense Bovenboer · De Schiphorst · Slingenberg (deels)

Drenthe: Steden en dorpen      Nederland: Provincies · Gemeenten